# Club Sportivo Firenze 1923-1924
Questa pagina raccoglie le informazioni riguardanti il Club Sportivo Firenze nelle competizioni ufficiali della stagione 1923-1924.

## Rosa
| N. |                   | Ruolo | Calciatore           |
| -- | ----------------- | ----- | -------------------- |
|    | Italia (bandiera) | C     | Ottavio Baccani      |
|    | Italia (bandiera) | D     | Italo Bandini        |
|    | Italia (bandiera) | C     | Bergamaschi          |
|    | Italia (bandiera) | A     | Belardi              |
|    | Italia (bandiera) | A     | Boncinelli           |
|    | Italia (bandiera) | A     | Giovanni Carulli     |
|    | Italia (bandiera) | A     | Cecioni              |
|    | Italia (bandiera) | P     | Brunetto Chiaramonti |
|    | Italia (bandiera) | A     | Frosali (III)        |

| N. |                   | Ruolo | Calciatore        |
| -- | ----------------- | ----- | ----------------- |
|    | Italia (bandiera) | C     | Giuseppe Galluzzi |
|    | Italia (bandiera) | P     | Alighiero Gronghi |
|    | Italia (bandiera) | C     | Lenzi             |
|    | Italia (bandiera) | D     | Marchionni        |
|    | Italia (bandiera) | D     | Settimio Mariotti |
|    | Italia (bandiera) | A     | Pasquinucci       |
|    | Italia (bandiera) | D     | Achille Pizziolo  |
|    | Italia (bandiera) | C     | Tommasi           |